# Erich Hofmann (Politiker)

Erich Hofmann

Erich Hofmann (* 20. April 1901 in Weißenfels; † 21. Januar 1984 in Thalheim) war ein deutscher Politiker (NSDAP).

## Leben und Wirken
Nach dem Besuch der Seminarschule erlernte Hofmann das Friseurhandwerk. Ergänzend dazu besuchte er eine Fortbildungsschule. Anschließend war er bis 1935 in diesem Beruf tätig. Seit 1935 betätigte Hofmann sich als hauptamtlicher Führer in der SA, der er seit 1928 angehörte. Zum 1. April 1928 war er auch der NSDAP beigetreten (Mitgliedsnummer 84.593). Den Höhepunkt seiner SA-Laufbahn erreichte er mit der Beförderung zum SA-Brigadeführer, die zum 1. Juli 1940 erfolgte.
Im Oktober 1934 übernahm Hofmann die Führung der SA-Standarte 107 (Leipzig). Anschließend führte er ab Mai 1937 die SA-Brigade 34 (Chemnitz). Von März 1936 bis zum Ende der NS-Herrschaft im Frühjahr 1945 saß er als Abgeordneter für den Wahlkreis 30 (Chemnitz-Zwickau) im nationalsozialistischen Reichstag. Hofmann nahm als Soldat am Zweiten Weltkrieg teil.